# 자은 한운리 도기요지
자은 한운리 도기요지는 전라남도 신안군 자은면에 있다. 2009년 12월 16일 신안군의 향토유적 제31호로 지정되었다.

## 개요
옛날부터 도기를 굽는 가마터가 있다하여 '구창촌' 또는 '귀리창촌'으로 불려왔다.